# Karl Theodor Groddeck
Karl Theodor Groddeck (* 11. April 1826 in Danzig; † 22. September 1885 in Berlin) war ein deutscher Mediziner, Badearzt und Vertreter der Reaktion, der 1849 mit einer als medizinische Dissertation angenommenen Kampfschrift bekannt wurde.

## Jugend und Familie
Karl Theodor Groddeck entstammte einer Danziger Patrizier-, Reeder- und Kaufmannsfamilie. Ihr gehörten unter anderem die beiden größten Getreidespeicher der Stadt, die im Februar 1914 bei einem Großfeuer zerstört wurden. Seine Eltern waren der Stadtrat und Bürgermeister von 1854 bis 1863, Karl August Groddeck, und die am 27. Mai 1821 in Marienwerder mit ihm verheiratete Henriette Pauline Elmire Groddeck, geb. Hecker (* 25. März 1802 in Marienwerder), Tochter des Karl Jacob Hecker.
Der Knabe wurde mit fünfzehn Jahren Externer in Schulpforta bei Naumburg (Saale), wo er im Haus des Lehrers und Literaturhistorikers Karl August Koberstein lebte. Als er 1841 erkrankte, wurde er von dessen Ehefrau, Karoline Henriette Auguste Koberstein, geb. Hecker (1802–1859), und der sechzehnjährigen Tochter Karoline Koberstein gepflegt. Nach der Genesung rief ihn sein Vater zurück nach Danzig, wo Groddeck durch einen Hauslehrer auf das Studium vorbereitet wurde.

## Promotion in Berlin
1845 bezog Groddeck die Universität Heidelberg, wo er ein Semester lang Jurisprudenz studierte. Dann wechselte er an die Berliner Universität und nahm ein Medizinstudium auf.
Zu Beginn der Reaktionsära in Preußen, vier Wochen nach Verkündung des Belagerungszustands in Berlin und der gewaltsamen Auflösung der Nationalversammlung, der auch sein Vater als Vertreter der Rechten angehörte, durch Truppen unter dem Kommando von General Wrangel, wurde Groddeck deutschlandweit bekannt. Am 21. Dezember 1849 sollte er an der Berliner Universität seine Dissertation verteidigen, die unter dem Titel De morbo democratico, nova insaniae forma das Streben nach Demokratie in der Märzrevolution als neuartige Geisteskrankheit darstellt. Die radikale Demokratie wird als ansteckend geschildert, vergleichbar mit der Cholera; ihre Vertreter seien zu isolieren, um Gefahren für die Allgemeinheit, die öffentliche Sicherheit und Ordnung abzuwenden. Groddeck bezieht sich dabei auf die Schriften von Justus Friedrich Karl Hecker über die Tanzwuth, eine Volkskrankheit im Mittelalter, ferner auf Karl Wilhelm Idelers Ausführungen über „religiösen Wahnsinn“.
Die bei der Doktorprüfung übliche, am Schwarzen Brett angekündigte öffentliche Disputation zog ungewöhnlich viele Zuschauer an und wurde, angeblich wegen eines Formfehlers, vorläufig ausgesetzt.
Zu einer Wiederaufnahme der Disputation kam es erst am 12. März 1850. Groddeck erschien in Begleitung seines Mentors, des Dekans und Medizinalrats Johann Ludwig Casper, der die Thesen der Dissertation mit „non responsam“ (ich antworte nicht) erwiderte und dem Kandidaten nach drei Stunden den akademischen Grad erteilte. Insgesamt traten sechs Opponenten gegen ihn auf, darunter der Dr. med. Elias Schönlank und die Gymnasialprofessoren Karl Wilhelm Krüger und Agathon Benary. Sie kritisierten neben der mangelnden wissenschaftlichen Stringenz und Logik auch das schlechte Latein des Kandidaten. Einen siebten Opponenten ließ der Dekan nicht zu mit dem Hinweis, dass nur zwei erforderlich seien.
Die Einwände liefen auf die Feststellung hinaus, nicht die Demokraten seien verrückt, sondern der Verfechter der vorliegenden Dissertation. Groddecks Sohn, der Psychiater Georg Groddeck, schrieb darüber rückblickend: „Es ist das einzige Mal gewesen, daß mein Vater öffentlich aufgetreten ist, und er war nicht wenig stolz auf diesen großen Moment; noch als alter Mann erzählte er mit großer Freude, wie alles hergegangen sei.“ Im September 1852 wurde Groddeck in Danzig als Arzt und Wundarzt vereidigt.
Die Schrift, die auch in deutscher und französischer Sprache erschien, wurde international rezipiert und rief etliche Gegenschriften, Satiren und Parodien, aber auch Zustimmung hervor; der im Titel gebrauchte Begriff der demokratischen Krankheit wurde zur Redensart. Mit ihr wurde Karl Theodor Groddeck der erste Mediziner, der eine Pathologisierung aus politischen Motiven und die Psychiatrisierung politischer Oppositioneller legitimierte; eine Tradition, die beispielsweise von Cesare Lombroso und Emil Kraepelin fortgesetzt wurde und dem politischen Missbrauch der Psychiatrie, beispielsweise zur Ausschaltung von Dissidenten in der Sowjetunion und ihren Nachfolgestaaten, den Weg ebnete.

## Kurarzt in Bad Kösen
Nach seiner Verehelichung ließ sich Groddeck in Marienburg nieder, wo er eine Stelle als Seuchenarzt annahm und selbst erkrankte. 1855 übersiedelte er mit seiner Familie nach Kösen in Sachsen-Anhalt. 1859 wurde er Badearzt. Er folgte den Lehren des Arztes Johann Gottfried Rademacher und behandelte seine Patienten mit Solebädern, Heilkräutern und Elektrizität nach den Lehren des Magnetismus. Ferner hielt er Vorträge über Ernährung, wobei er Butter als „verfaulte Milch“ und Bier, das „ebenfalls aus verfaulten Substanzen bestehe“, verdammte.
Infolge seiner verfehlten Bauspekulationen geriet Groddeck in wirtschaftliche Schwierigkeiten; seit 1876 zeichnete sich sein Bankrott ab. Sein Haus in Kösen wurde 1878 zwangsversteigert.
1882 verlegte Karl Theodor Groddeck seinen Wohnsitz nach Berlin, wo er drei Jahre später verstarb.

## Familie
Am 14. September 1852 heiratete Karl Theodor Groddeck in Danzig Karoline Koberstein (* 11. Juli 1825 in Schulpforta; † 20. September 1892 in Berlin). Sein Vater war zunächst gegen die Ehe mit einer Lehrerstochter, die er für nicht standesgemäß hielt.
Ihre Kinder waren:
- Elmire (* 12. Juni 1853; † 31. Juli 1853).
- Karl August (* 20. Juli 1855; † 6. Mai 1909), von 1894 bis 1897 Redakteur der konservativen Berliner Tageszeitung Die Post.
- Hans Albrecht (* 7. April 1860; † September 1914).
- Georg Wolfram (* 29. Oktober 1861; † 6. Mai 1906), der später Zahnarzt wurde.
- Caroline Auguste (* 21. Juni 1865; † 17. Februar 1903).
- Georg Walther Groddeck (* 13. Oktober 1866; 11. Juni 1934), Psychoanalytiker und Wegbereiter der Psychosomatik.

## Werke
- De morbo democratico, nova insaniae forma, Dissertatio inauguralis..., Danzig 1849 (google books).
- Die demokratische Krankheit, eine neue Wahnsinnsform. Buchdruckerei H. Sieling, Naumburg 1850 (Digitalisat).
- La maladie democratique. Nouvelle espèce de folie. Germer Baillière, Paris 1850 (google books).

## Gegenschriften
- Ein Stück aus der neuen Jobsiade. Frei nach Groddeck junior. In: Kladderadatsch Jg. 3, Nr. 11, 17. März 1852, S. 42 (Digitalisat).
- Folgende Dank-Adresse soll gegenwärtig auf der Blödsinnigen-Station der Berliner Charité... In: Kladderadatsch Jg. 3, Nr. 13, 31. März 1850, S. 51 (Digitalisat).
- Kameleon Odreg [d. i. Karl Heinrich Bresler]: De morbo reactionario antiqua insaniae forma, disputatio jovialis aesthetico-satyrica. Danzig 1850 (google books).
- Anonymus [d. i. Albert Hopf]: Brenneke als Doctorandus oder: Dissertatio, desdere Action verrictis. (Den Bühnen gegenüber als Manuscript gedruckt), Berlin 1850.
- G. Roddeck [d. i. Albert Hopf]: Brenneke als Doctor der guten Gesinnung oder die Ertheilung der Doctor-Würde in Schilda. Ein Puppenspiel der rettenden That für das Casperle-Theater bearbeitet, Berlin 1850.